# Santa Maria em Domnica (diaconia)
Santa Maria em Domnica (em latim, Sancta Mariae in Domnica) é uma diaconia instituída pelo Papa Agatão em 678. Esta diaconia recebeu várias doações do Papa Leão III (795-816). Sua igreja titular é Santa Maria em Domnica.
Sua basílica tinha sido construída nas proximidades do quartil da 5 ª divisão da legião romana. A basílica foi reconstruída pelo Papa Pascoal I (817-820). A diaconia foi localizado na Região Romana II (Augustea). A diaconia foi também conhecida como La navicella, na praça de mesmo nome no Monte Célio. Foi também uma arquidiaconia até o tempo do Papa Gregório VII (1072-1085), que suprimiu essa dignidade.
Durante o pontificado do Papa Bento XIII (1724-1730), foi elevada ao título presbiteral, mas mais tarde se tornou novamente uma diaconia. A designação atual em Domnica é uma contração de em Dominica. Apesar de ter sido criado em 678, não se sabe quando começou a ser usado.

## Titulares protetores
- Frédéric Gozzelon de Lorraine, O.S.B. (1049-1057) Eleito Papa Estêvão IX
- Ildebrando Aldobrandeschi di Soana, O.S.B. (circa 1059-1073) Eleito Papa Gregório VII
- Giovanni, O.S.B. Subiaco (1088- muito antes de 1123)
- Crescenzio (circa 1112-1120)
- Stefano (1120- circa 1122)
- Angelo (1122-1130?)
- Gerardo (1134- circa 1145)
- Simeone Borelli, O.S.B. (1158-1159? o 1169?)
- Benedetto (1200-1201)
- Roger (circa 1202-1206)
- Tommaso Orsini de Manoppello (circa 1383-1390)
- Vacante (1390-1417)
- Pietro Morosini (1417-1424)
- Vacante (1424-1473)
- Pedro González de Mendoza (1473-1478)
- Ferry de Clugny (1482-1483)
- Giovanni Battista Orsini (1483-1489)
- João de Médici (1492-1513) Eleito Papa Leão X
- Júlio de Médici (1513-1517)
- Inocêncio Cybo (1517-1550)
- Niccolò Gaddi (1550)
- Andrea Cornaro (1550-1551)
- Vacante (1551-1555)
- Roberto de 'Nobili (1555-1559)
- Alfonso Carafa (1559-1560)
- João de Médici, o Jovem (1560-1562)
- Fernando de Médici (1565-1585)
- Charles de Lorena de Vaudémont (1585-1587)
- Frederico Borromeu (1588-1589)
- Francesco Maria Bourbon del Monte Santa Maria (1589-1591)
- Flaminio Piatti (1591-1592)
- Vacante (1592-1596)
- Andrea Baroni Peretti Montalto (1596-1600)
- Vacante (1600-1610)
- Fernando I Gonzaga (1610-1612)
- Vacante (1612-1616)
- Carlos de Médici (1616-1623)
- Vacante (1623-1627)
- Alessandro Cesarini (1627-1632)
- Vacante (1632-1644)
- Camillo Francesco Maria Pamphilj (1644-1647)
- Lorenzo Raggi (1647-1652)
- Carlos Pio de Saboia iuniore (1654-1664)
- Vacante (1664-1668)
- Sigismondo Chigi (1668-1670)
- Camillo Massimo (1671-1673)
- Pietro Basadonna (1674-1684)
- Francisco Maria de Médici (1687-1709)
- Curzio Origo (1712-1716)
- Vacante (1716-1725)
- Niccolò Coscia, título pro illa vice (1725-1755)
- Vacante (1755-1803)
- Giovanni Castiglione (1803-1815)
- Vacante (1815-1823)
- Tommaso Riario Sforza (1823-1834)
- Francesco Saverio Massimo (1842-1848)
- Roberto Giovanni F. Roberti (1850-1863)
- Domenico Consolini (1866-1884)
- Agostino Bausa, O.P. (1887-1889)
- Vacante (1889-1901)
- Luigi Tripepi (1901-1906)
- Vacante (1906-1911)
- Basilio Pompilj (1911-1914)
- Scipione Tecchi (1914-1915)
- Niccolò Marini (1916-1923)
- Vacante (1923-1935)
- Camillo Caccia Dominioni (1935-1946)
- Vacante (1946-1953)
- Alfredo Ottaviani (1953-1967); título pro illa vice (1967-1979)
- Vacante (1979-1983)
- Henri de Lubac, S.J. (1983-1991)
- Luigi Poggi (1994-2004)
- William Joseph Levada (2006-2016); título pro illa vice (2016-2019)
- Marcello Semeraro (2020-)